# Intxaursaltsa

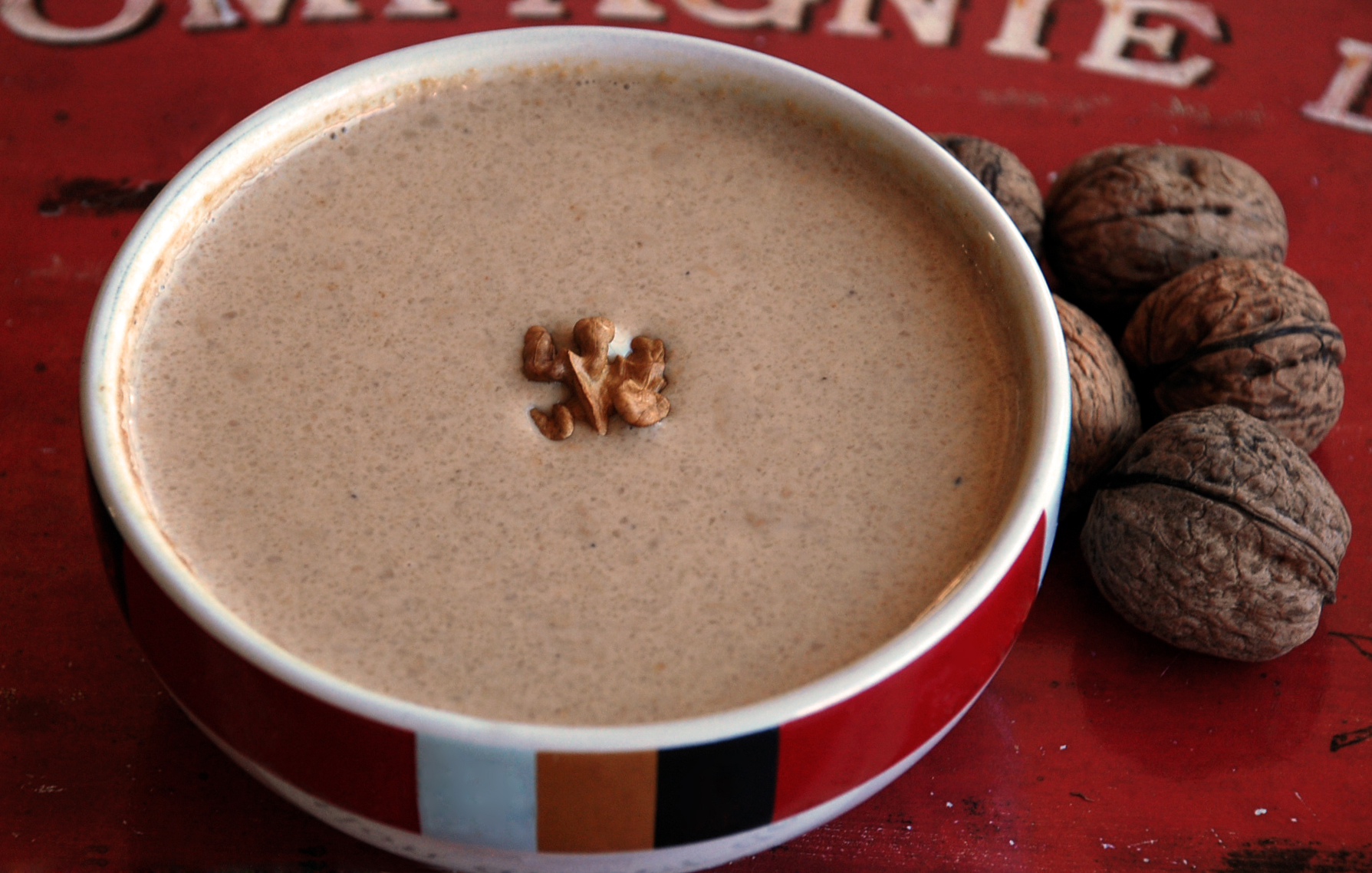
Intxaursaltsa.

Intxaursaltsa est une crème dessert liquide aux noix originaire du Pays basque (Espagne) qui se mange comme dessert en Espagne.
Il a le même aspect que la crème anglaise, un dessert crémeux.

## Ingrédients
Ses principaux ingrédients sont :
- lait
- noix
- sucre
- cannelle